# Gushangzao
Genre
Gushangzao est un genre d'araignées aranéomorphes de la famille des Theridiidae.

## Distribution
Les espèces de ce genre se rencontrent en Chine et au Japon.

## Liste des espèces
Selon World Spider Catalog (version 25.5, 31/07/2024) :
- Gushangzao andaoquan Lin & Li, 2024
- Gushangzao goemon Lin & Li, 2024
- Gushangzao pelorosus (Zhu, 1998)
- Gushangzao shiqian Lin & Li, 2024

## Systématique et taxinomie
Ce genre a été décrit par Lin et Li en 2024 dans les Theridiidae.

## Étymologie
Ce genre est nommé en référence à Gushangzao, un des 108 bandits d'Au bord de l'eau.

## Publication originale
- Lin, Li, Mo & Wang, 2024 : « Thirty-eight spider species (Arachnida: Araneae) from China, Indonesia, Japan and Vietnam. » Zoological Systematics, vol. 49, no 1, p. 4-98.